# Pure Sonik Records
Pure Sonik Records, ou simplement Pure Sonik, est un label discographique américain de techno de Détroit, basé à Détroit, dans le Michigan. La plupart des sorties du label sont publiées par le fondateur Alan Oldham, sous son pseudonyme DJ T-1000.

## Histoire
Pure Sonik est fondé en 1996 en tant qu'exutoire solo pour Alan Oldham (alias DJ T-1000), originaire de Détroit, après la fin de son prédécesseur, le label Generator, dirigé par d'autres artistes. Commençant par des expériences profondes et conviviales pour les DJ en matière de répétition, notamment de boucles, puis progressant vers une techno de Détroit à part entière, Pure Sonik résiste à l'épreuve du temps. Son catalogue comprend des invités et des remixeurs tels que Jeff Mills, Richie Hawtin, Bryan Zentz, Regis et The Advent, entre autres.
Le label célèbre ses 20 ans d'existence en 2017.

## Discographie
- PURE 1 - DJ T-1000 - Pure Sonic Manifesto (2x12")
- PURE 2 - DJ T-1000 - Thesis EP (12", EP)
- PURE 3 - DJ T-1000 - Thesis Part Two (12")
- PURE 4 - DJ T-1000 - Downshifter EP (12", EP)
- PURE 5 - DJ T-1000 - Track Machine (12", S/Sided, Ltd)
- PURE 7 - DJ T-1000 - Signals and Minimalism (12")
- PURE 8 - DJ T-1000 - Pure Sonik Remixes (12")
- PURE 9 - DJ T-1000 - Minimal Science EP (12", EP, Ltd)
- PURE10 - DJ T-1000 - A Pure Sonik Evening (2x12")
- PURE10 - DJ T-1000 - A Pure Sonik Evening: an Education in Loops and Signals (CD, Album)
- PURE11 - DJ T-1000 - Codes and Structures Volume One (12")
- PURE13 - Alan D. Oldham - The Sexy Adventures of Orietta St. Cloud (CD, Compilation, Ltd)
- PURE13EP - The Advent / Bryan Zentz / Alan Oldham - The Sexy Adventures of Orietta St. Cloud EP (12", EP)
- PURE14 - DJ T-1000 - Last DJ on Earth (CD, Comp, Mixed)
- PURE15 - DJ T-1000 - Hyper-Stylized Life (12")
- PURE16  - DJ T-1000 - Ladies and Gentlemen We Are Now Invisible EP (12", Cle)
- PURE17 - Oldham - Neutra (CD, Album)
- PURE17EP - DJ T-1000 - Neutra EP (12", EP)
- 2022 : DJ T-1000 – Resonance[3]